# Werneuchen

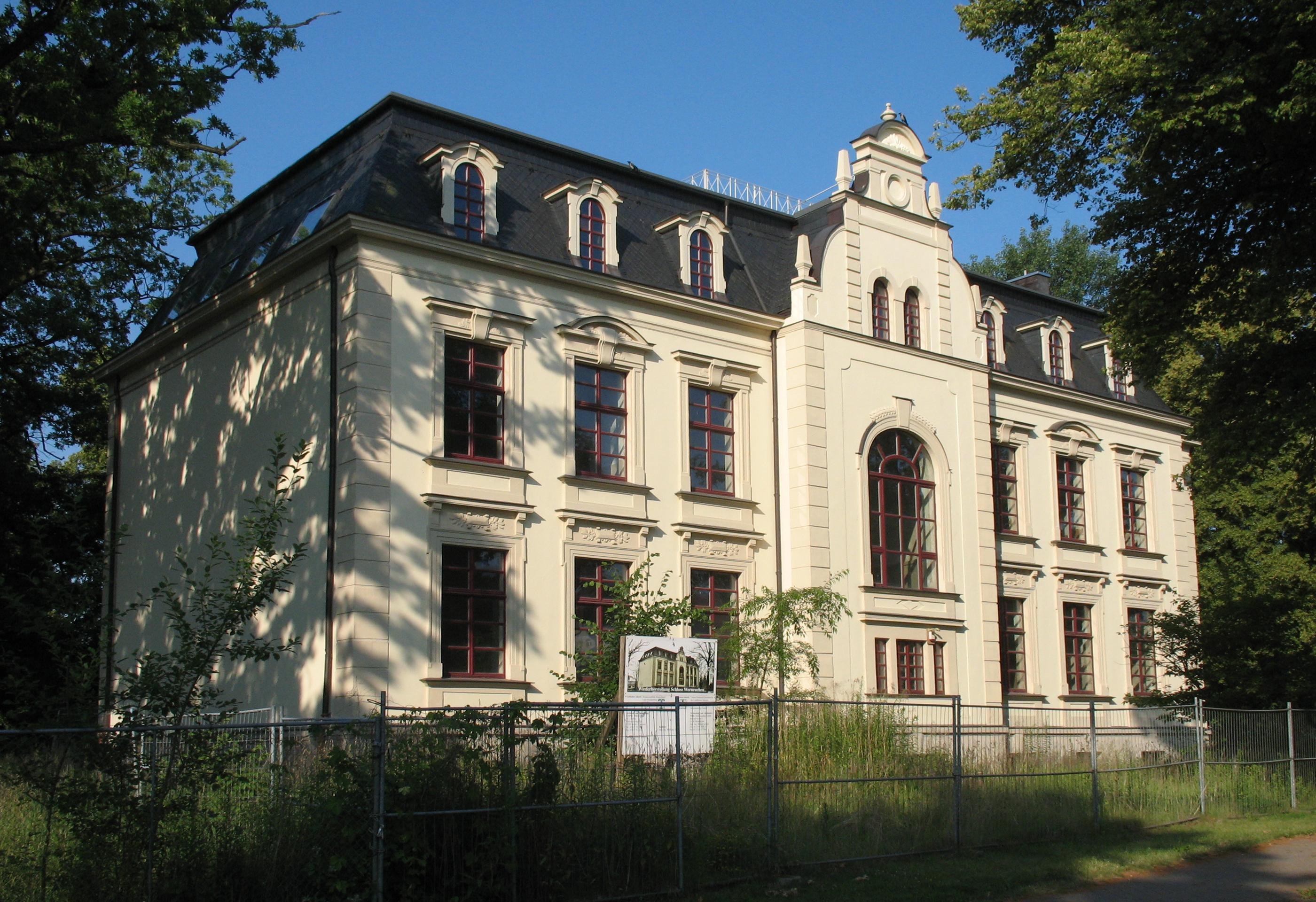
Pałac

Werneuchen − miasto w Niemczech, w kraju związkowym Brandenburgia, w powiecie Barnim.

## Geografia
Werneuchen leży ok. 30 km na wschód od Berlina, na trasie drogi krajowej B158.

## Współpraca międzynarodowa
- Dziwnów
- Ustronie Morskie